# Тернопільський комбайновий завод
Тернопільський комбайновий завод — відкрите акціонерне товариство. Донедавна — один із провідних виробників бурякозбиральної техніки та інших сільсько-господарських машин в Україні й країнах СНД.

## Історія
Започаткований 1939 як машинно-тракторна майстерня, від травня 1944 — Тернопільська міжрайонна майстерня з капремонту, від 1949 — завод із ремонту тракторних і комбайних двигунів, 1959 реорганізований в машинобудівний завод, від початку 1970-х — комбайновий завод.
Колектив підприємства освоїв виробництво понад 20 типів нових машин для різноманітних сільськогосподарських робіт, зокрема, машини для збирання цукрових буряків КС-6Б-01, КС-6Б-02, КС-6В, КБ-6 (бункерна), комбайн КСБ-6 «Збруч» для повнопоточ. збирання цукрових буряків за західними технологіями.
Машини для збирання гички цукрових буряків: БМ-6, БМ-6А, БМ-6Б, МРГ-6, МГШ-6; розроблялися і виготовлялися промислові партії причіп. коренезбиральних машин, машин для картоплярства, малоґабаритної техніки для фермерів.
Нині підприємство виготовляє товари народного споживання: запасні частини для легкових автомобілів, садово-городний інвентар та ін.
У 2008 році один з найбільших цехів комбайнового заводу було реставровано і там тепер знаходиться один з найбільших у Тернополі будівельних супермаркетів.

## Газета
Тернопільський комбайновий завод з січня 1975 почав видавати газету «Комбайнобудівник» як орган парткому, профкому, комітету ЛКСМУ та дирекції заводу. 1990—1996 — газета трудового колективу. Редактори: В. Лясковський, В. Клименко. Висвітлювала виробниче та соціально-культурне життя комбайнобудівників.

## Хорова капела
Самодіяльний вокальний колектив ВО «Тернопільський комбайновий завод» заснований у березні 1974 (діяла до 1989); від 1976 — народна. Керівником був Володимир Верней. Капела — лауреат численних конкурсів самодіяльної творчості.
Учасниками хорової капели були працівники підприємства, співаки, тернопільські музиканти музиканти, зокрема Роман Рудий, Йосип Сагаль, Євген Собко.
У репертуарі — класичні та вокальні твори сучасних композиторів.
Капела брала участь у телетурнірі «Сонячні кларнети» (1979), фестивалі «Брестська весна» (1980), міжнародних фестивалях народної творчості у містах Софія та Слівен (1981, Болгарія), виступала з концертами в Молдові, Прибалтиці та Білорусі.

## Працівники
- Дурда Богдана — українська художниця, літераторка, поетеса, автор-виконавиця пісень, працювала інженером.[1]